# 阿部胜征
阿部胜征（日语：／ Abe katsuyuki ?，1944年8月23日—2016年9月9日），日本地震学家。东京大学名誉教授，曾任地震预知综合研究振兴会会长。

## 生平
阿部胜征于1944年8月23日出生于日本东京都，从学士开始一直就读于东京大学。取得博士学位后，先后担任北海道大学助理教授、加利福尼亚理工学院高级研究员和东京大学地震研究所教授。在科研时期，阿部胜征主要研究于海底断层移位所引起的海啸的原理。1995年，阿部胜征加入地震防灾对策强化地域判定会，从2008年开始担任该会会长一职，直至去世。在此期间，阿部胜征主要研究于东海地震的观测预报，同时在南海海沟和首都直下地震的设想讨论中也担任着中心的作用。2007年，阿部胜征被授予东京大学名誉教授称号。次年，因对日本防灾事业做出杰出贡献，被时任日本内阁总理大臣福田康夫公开表彰。2011年东北地方太平洋近海地震发生后，阿部胜征被任命为该次地震调查委员会的委员长。
2016年9月9日，阿部胜征因肺癌在东京都清濑市的一家医院去世。同年10月，阿部胜征被追授正四位和瑞宝中绶章。2017年，阿部胜征被追授第68届日本广播协会放送文化奖。

## 脚注
1. 1 2   (PDF) (新闻稿). 地震预知综合研究振兴会. 2016-09-12  [2018-11-02]. （原始内容存档 (PDF)于2016-12-20） （日语）.
2. ↑  . 東京銀杏会.   [2018-11-02]. （原始内容存档于2016-12-20） （日语）.
3. 1 2  . 静岡新聞NEWS. 静冈新闻. 2016-09-13  [2018-11-02]. （原始内容存档于2016-12-20） （日语）.
4. ↑  . NPO法人 環境防災総合政策研究機構.   [2018-11-02]. （原始内容存档于2016-07-08） （日语）.
5. ↑  . 东京大学. 2008-09-02  [2018-11-02]. （原始内容存档于2013-05-11） （日语）.
6. ↑   (PDF) (新闻稿). 長崎県総合防災ポータル.   [2018-11-02]. （原始内容存档 (PDF)于2016-12-20） （日语）.
7. ↑  . 産経ニュース. 産業経済新聞社. 2016-09-13  [2018-11-02]. （原始内容存档于2016-12-20） （日语）.
8. ↑  『官報』6883号（平成28年10月21日）
9. ↑  . 日本放送协会.   [2018-11-02]. （原始内容存档于2017-03-18） （日语）.